# Stummerberg
Stummerberg est une commune autrichienne du district de Schwaz dans le Tyrol.